# Comté de Cambria
Le comté de Cambria est un comté américain de l'État de Pennsylvanie. Au recensement de 2020, le comté compte 133 472. Il a été créé le 26 mars 1804, à partir des comtés de Bedford, d'Huntingdon et de Somerset, et tire son nom de la nation galloise, dénommée Cambria en latin (voir Cambrie). Le siège de comté se situe à Ebensburg.
Le comté fait partie de la région métropolitaine de Johnstown.

## Démographie
| Groupe            | Comté de Cambria | Pennsylvanie | États-Unis |
| ----------------- | ---------------- | ------------ | ---------- |
| Blancs            | 89,4             | 73,5         | 58         |
| Latino-Américains | 1,8              | 8,1          | 19         |
| Afro-Américains   | 4,2              | 10,5         | 12,1       |
| Asiatiques        | 0,6              | 3,4          | 6,2        |
| Métis             | 3,5              | 3,3          | 4,1        |
| Autres            | 0,2              | 0,4          | 0,5        |
| Amérindiens       | 0,07             | 0,1          | 0,9        |
| Océano-américains | 0,03             | 0,02         | 0,2        |
| Total             | 100              | 100          | 100        |